# Лерум (коммуна)
Лерум (швед. Lerums kommun) — коммуна в Швеции в лене Вестра-Гёталанд (Вестеръётланд). Административный центр — Лерум.
Площадь коммуны — 260 км², население — 39 070 (2013). Располагается к востоку от Гётеборга. По её территории проходит Западная железнодорожная магистраль и европейский маршрут E20.
В экономике коммуны преобладают мелкие предприятия. К числу крупных предприятий, расположенных в коммуне, относятся «BIM Kemi AB» (производство химикалий для целлюлозно-бумажной промышленности) и «Norlander Food AB» (ингредиенты и полуфабрикаты для хлебопекарен и кондитерских). Значительная часть населения коммуны работает в Гётеборге и Алингсосе.

## Крупнейшие населённые пункты
- Бьёрбухольм
- Гробу
- Лерум
- Толлеред
- Ульсторп
- Флуда
- Шёвик
- Эксерюд